# Нагорная улица (Новосибирск)
Наго́рная улица (до 1958 года — Покрышкина) — улица, расположенная в Советском районе Новосибирска (микрорайон ОбьГЭС). Начинается от перекрёстка улиц Энгельса и Смоленской, заканчивается, соединяясь с улицей Динамовцев. Также к ней примыкает улица Сердюкова.

## Организации
- Тарный завод, ООО, производственная компания
- Pani Swetta, швейное предприятие

## Транспорт

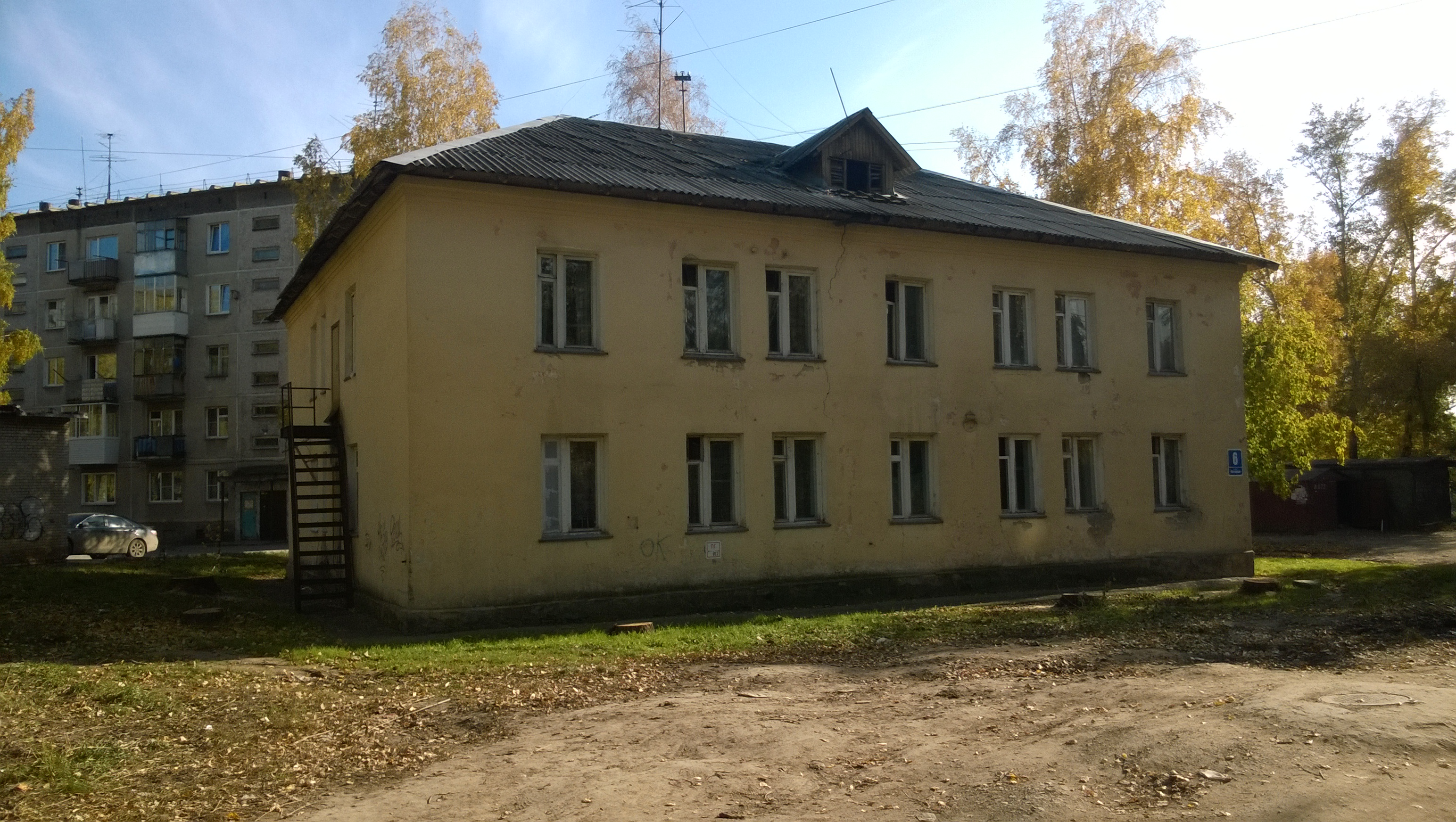
Нагорная улица, дом № 6

Улица Нагорная не обслуживается общественным транспортом. Ближайшие две остановки расположены на Приморской улице — «Кафе Жемчужина» и «Баня № 22».

## Интересные факты
На улице находится только один дом, имеющий адрес улицы Нагорной. Остальным зданиям, образующим улицу, присвоены номера близлежащих улиц — Энгельса, Динамовцев, Смоленской.